# Fort Nordendergroden

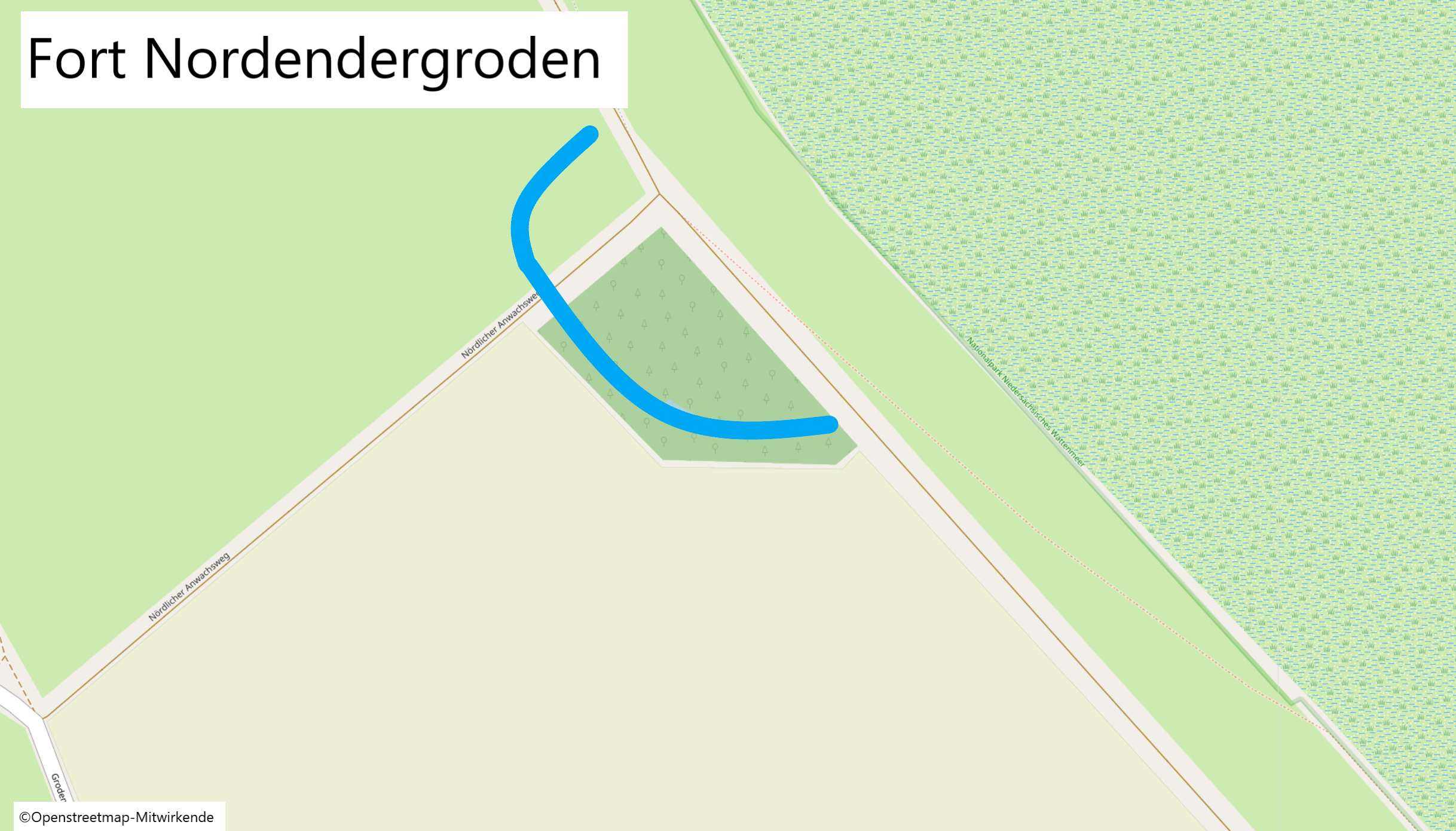
Ungefähre Lage des Forts Nordendergroden

Das Fort Nordendergroden war eine Befestigungsanlage zum Schutz des Kriegshafens Wilhelmshaven.

## Lage und Aufbau

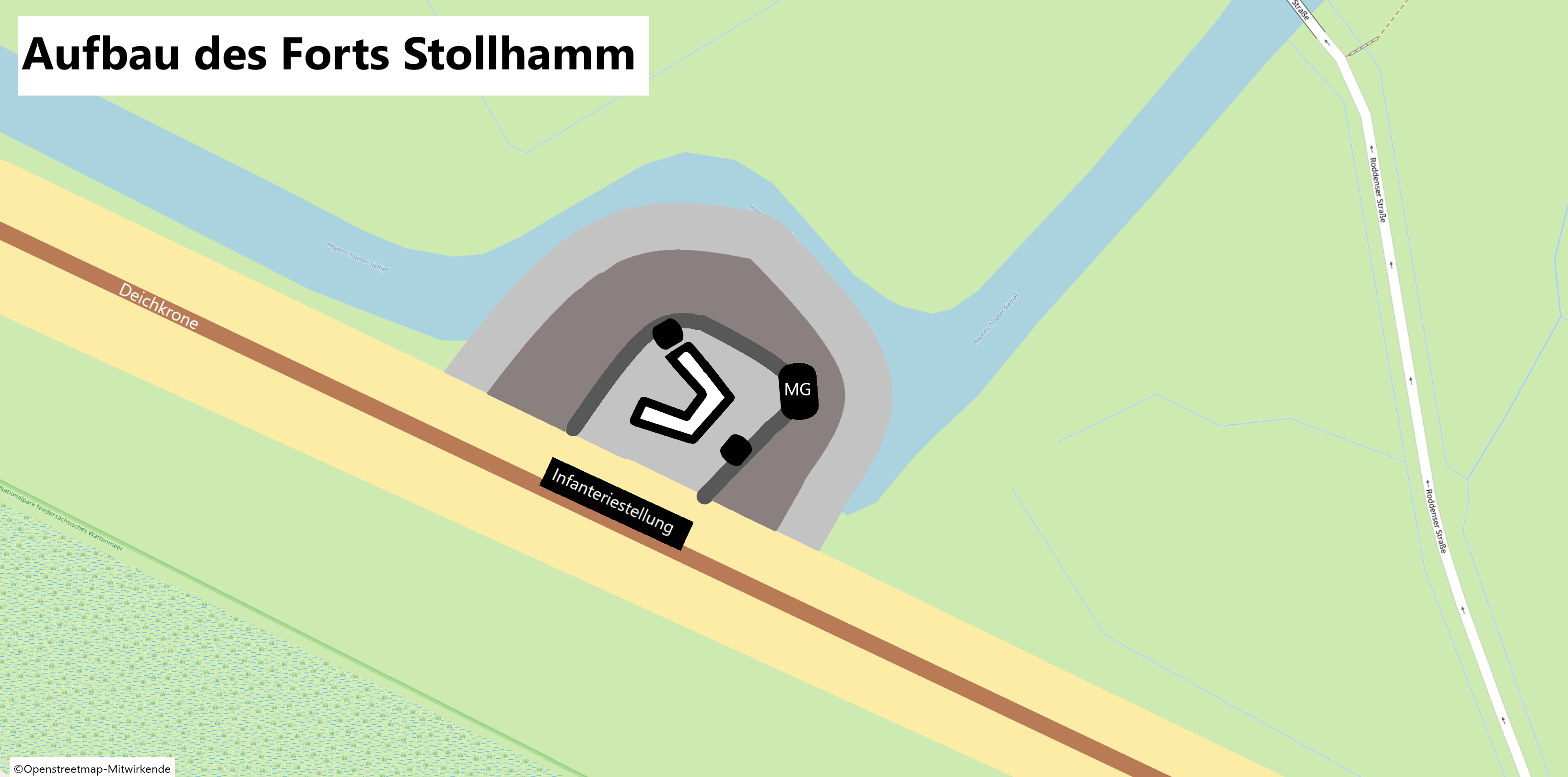
Aufbau des Forts Stollhamm. Das Fort Nordendergroden war vermutlich ähnlich aufgebaut.

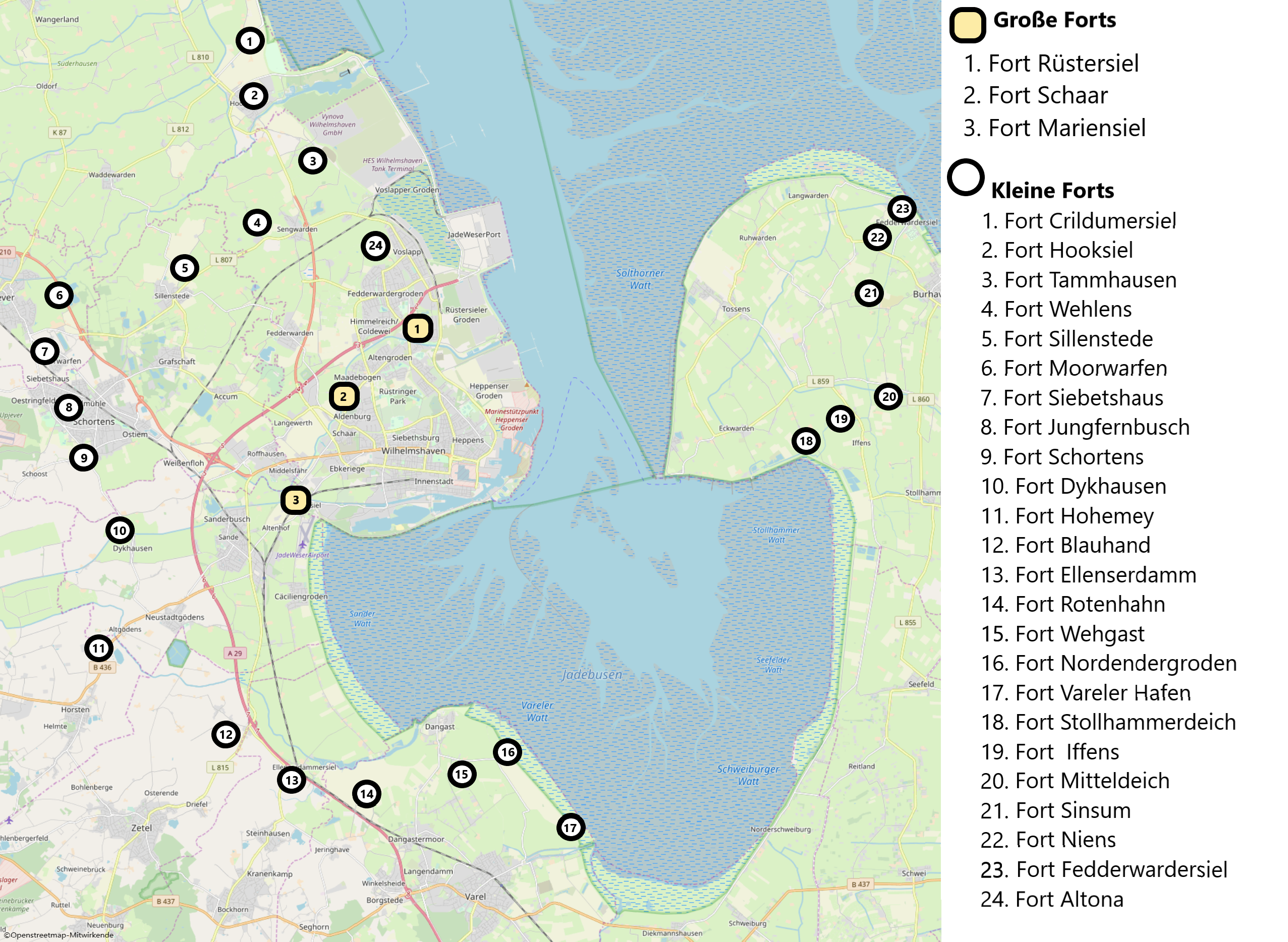
Position der Forts zum Schutz Wilhelmshavens.

Das Fort Nordendergroden hatte eine Länge von etwa 160 Metern. Heute ist noch eine Parzelle des Geländes erkennbar und bewaldet. Auch ein Teil des Verteidigungsgrabens ist noch erhalten. Aufgrund seiner Lage direkt am Deich ist aus Gründen der Logistik anzunehmen, dass der Aufbau des Forts ähnlich mit dem Fort Stollhammerdeich war. Dieses war direkt an den Deich angeschlossen und verfügte über eine Infanteriestellung auf der Deichkrone, es war nach hinten durch einen Wassergraben geschützt. 

## Geschichte
Das Fort wurde vor oder während des Ersten Weltkrieges zum Schutz Wilhelmshavens angelegt. Im Ersten Weltkrieg befanden sich vier Batterien nördlich des Forts: die Batterie Dangast-West, die Batterie Dangast-Ost, die Batterie Dangast-Schule und die Batterie Wehgast. Alle Batterien waren als Erdstellung realisiert. Die Anlage war für zwei Züge Infanterie (~80 Mann) ausgelegt. Wahrscheinlich war während des Zweiten Weltkrieges eine Abteilung der Marineflak stationiert.